# Arapaçu-barrado
O arapaçu-barrado (nome científico: Dendrocolaptes certhia) é uma espécie de ave da família dos furnariídeos (Furnariidae) e subfamília dos dendrocolaptíneos (Dendrocolaptinae).

## Etimologia
Arapaçu deriva do tupi guirá, "ave", -pa-, "bater", e -açu, "grande". O nome genérico vem do grego antigo dendrokolaptēs, que significa "pica-pau". O epíteto específico certhia vem do grego antigo kerthios, uma palavra usada por Aristóteles para um pequeno pássaro insetívoro não identificado.

## Distribuição e habitat
O arapaçu-barrado é encontrado em toda a Bacia Amazônica do Brasil (Acre, Amapá, Amazonas, Mato Grosso, Pará, Rondônia, Roraima) e nas Guianas, no nordeste (Guiana, Suriname e Guiana Francesa). Os países que circundam a bacia dos Andes são o sul da Colômbia e Venezuela, também Equador, Peru e Bolívia. Uma população disjunta existe a 1 800 quilômetros a leste da Bacia Amazônica na costa leste do Brasil nos estados da Paraíba, Pernambuco, Alagoas e Sergipe em uma faixa costeira de 600 quilômetros. Seu habitat natural são as florestas subtropicais ou tropicais úmidas de baixa altitude.

## Taxonomia
O arapaçu-barrado da Amazônia foi descrito oficialmente pelo polímata francês Georges-Louis Leclerc, conde de Buffon em 1780 em sua Histoire Naturelle des Oiseaux a partir de dois espécimes coletados em Caiena, Guiana Francesa. A ave também foi ilustrada numa placa colorida à mão gravada por François-Nicolas Martinet nas Planches Enluminées D'Histoire Naturelle, produzidas sob a supervisão de Edme-Louis Daubenton para acompanhar o texto de Buffon. Nem a legenda da placa nem a descrição de Buffon incluíam um nome científico, mas em 1783 o naturalista holandês Pieter Boddaert cunhou o nome binomial Picus certhia em seu catálogo de Planches Enluminées. O arapaçu-barrado é agora um dos cinco arapaçus colocados no gênero Dendrocolaptes que foi introduzido pelo naturalista francês Johann Hermann em 1804.
Sete subespécies são reconhecidas:
- D. c. certhia (Boddaert, 1783) – leste da Colômbia, Venezuela, Guianas e norte do Brasil
- D. c. radiolatus Sclater, PL & Salvin, 1868 – sudeste da Colômbia, leste do Equador, nordeste do Peru e noroeste do Brasil
- D. c. juruanus von Ihering, H, 1905 – leste, sudeste do Peru, norte, oeste, centro da Bolívia e oeste do Brasil
- D. c. concolor Pelzeln, 1868 – nordeste da Bolívia e centro-sul do Brasil no interflúvio Madeira - Tapajós
- D. c. medius Todd, 1920 (arapaçu-barrado-do-nordeste)[10][11][12] – nordeste do Brasil ao sul do Amazonas e a leste do rio Tocantins
- D. c. retentus Batista et al., 2013 – centro-norte do Brasil no interflúvio Xingu -Tocantins
- D. c. ridgwayi Hellmayr, 1905 – centro-norte do Brasil no interflúvio Tapajós-Xingu

## Conservação
Em 2018, a União Internacional para a Conservação da Natureza (UICN / IUCN) classificou o arapaçu-barrado como pouco preocupante em sua Lista Vermelha, considerando sua ampla distribuição. O tamanho da população não foi quantificado, mas acredita-se que não se aproxime dos limites para vulnerável sob o critério de tamanho da população. Apesar do fato de que a tendência populacional parece estar diminuindo, acredita-se que o declínio não seja suficientemente rápido para se aproximar dos limiares para vulnerável sob o critério de tendência populacional (>30% de declínio ao longo de dez anos ou três gerações). Em 2007, a subespécie D. c. medius foi classificada como em perigo na Lista de espécies de flora e fauna ameaçadas de extinção do Estado do Pará; vulnerável na Portaria MMA N.º 444 de 17 de dezembro de 2014; em 2018, a espécie foi classificada como pouco preocupante na Lista Vermelha do Livro Vermelho da Fauna Brasileira Ameaçada de Extinção do Instituto Chico Mendes de Conservação da Biodiversidade (ICMBio), mas vulnerável com relação à subespécie (tratada na lista como espécie) Dendrocolaptes medius; e em 2022, a subespécie D. c. medius (tratada como espécie) como vulnerável no anexo dois (aves) da Lista Oficial da Fauna Brasileira Ameaçada de Extinção da Portaria MMA N.º 148, de 7 de junho de 2022.